# 50e division blindée
Pour les articles homonymes, voir 50e division.
La 50e division blindée était une division blindée de l'armée des États-Unis entre 1946 et 1993.

## Histoire

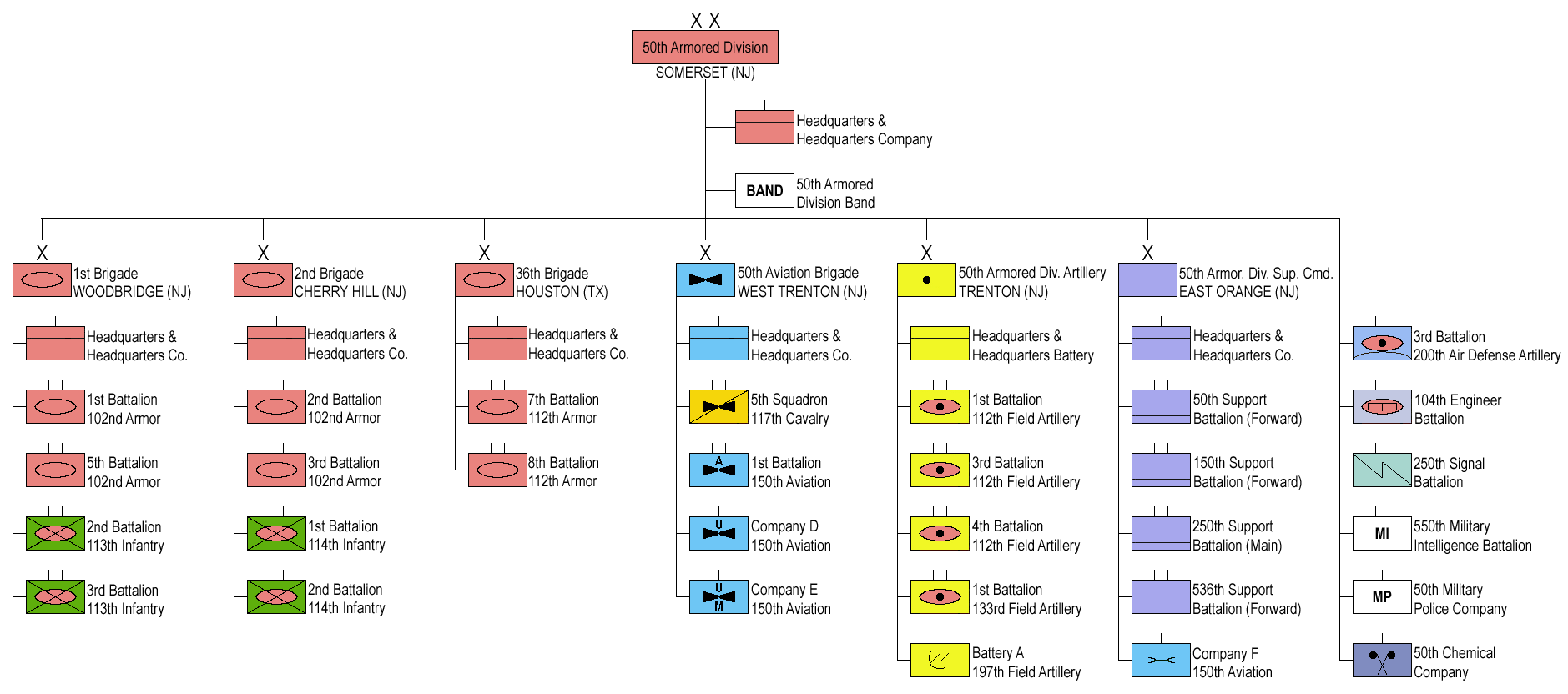
Organigramme de la 50th Armored Division en 1989.

Le 13 octobre 1945, le Département de la Guerre des États-Unis publia une déclaration de politique d'après-guerre pour l'ensemble de l'armée, appelant à une structure de 27 divisions de la Army National Guard  avec 25 divisions d'infanterie et deux divisions blindées. Une fois le processus de négociation terminé, parmi les nouvelles formations formées figuraient la 49e division blindée mise sur pied en 1947 et la 50e division blindée mise sur pied en 1947, les premières divisions blindées de la Army National Guard.
Elle est basée dans le New-Jersey.

### Sources
- (en) Cet article est partiellement ou en totalité issu de l’article de Wikipédia en anglais intitulé « 50th Armored Division (United States) » (voir la liste des auteurs).